# تاكييا ناكامورا
تاكييا ناكامورا (باليابانية: 中村剛也؛ بالكانا: なかむら たけや) هو لاعب كرة قاعدة ياباني، ولد في 15 أغسطس 1983 في دايتو في اليابان.

## وصلات خارجية
- تاكييا ناكامورا على موقع الدوري الياباني لكرة القاعدة (الإنجليزية)
- تاكييا ناكامورا على موقعبيزبول رفرنس.كوم (الدوري الثانوي) (الإنجليزية)
- تاكييا ناكامورا على موقع IMDb (الإنجليزية)